# Neko Hiroshi
 (mai 2025).
Si vous disposez d'ouvrages ou d'articles de référence ou si vous connaissez des sites web de qualité traitant du thème abordé ici, merci de compléter l'article en donnant les références utiles à sa vérifiabilité et en les liant à la section « Notes et références ».
Kuniaki Takizaki (瀧﨑 邦明, Takizaki Kuniaki, né le 8 août 1977 à Ichihara, Préfecture de Chiba, au Japon), plus communément connu sous le nom de Neko Hiroshi (猫 ひろし, Neko Hiroshi), est un comédien japonais d'owarai qui met en scène sa mince stature de 1,45 m et 45 kilos. Il était étudiant à l'Université Mejiro. Il apparaît dans de nombreuses séries télévisées japonaises et a participé à la 17e compétition de  Ninja Warrior. Il apparaît également dans certains films et dramas tels que Bishōjo Celebrity Panchanne et l'adaptation du film de Saiyūki dans le rôle de Cho Hakkai.
Le 9 septembre 2011 il obtient la nationalité cambodgienne et propose de représenter le Cambodge pour le marathon des Jeux olympiques de 2012.